# 櫻田常久
桜田 常久（さくらだ つねひさ、1897年〈明治30年〉1月20日 - 1980年〈昭和55年〉3月25日）は、日本の小説家。並木 宋之介の筆名も持つ。

## 略歴
大阪市生まれ。
旧制郡山中学校から第四高等学校を経て、1923年東京帝国大学文学部独文科卒。
在学中から同人雑誌に関わり、小説や戯曲を発表、戯作に関心を抱いた。
大学では川端康成と同窓であった。郡山中学時代の漢文の先生であった中島田人は作家中島敦の父。
卒業後は大学で教え、ドイツ戯曲を翻訳した。
1932年から半農生活を志し東京市町田町に居住。
1936年独文科の仲間である豊田三郎、高木卓、高橋義孝、および福田恆存、野口冨士男らと『作家精神』を創刊。
1941年、同誌掲載の「平賀源内」で芥川賞（1940年度下半期）を受賞。
これは源内が実は生きていたという虚構短篇だが、ほかに『探求者』という源内の伝記長編がある。
同人仲間の高木が、やはり『作家精神』掲載作で授けられた芥川賞を辞退したあとのことである。
戦後は日本民主主義文学同盟に参加。
農地解放や農協運動にかかわり、共産党の町田町議会議員や農地委員会委員長などを務めた。
1954年、同人誌『現在』を創刊・主宰。その後、安藤昌益や葛飾北斎など歴史上の人物を題材にした作品を多く著した。

## 著書
- 『独逸語入試問題解答』（尚文堂） 1937
- 『平賀源内』（文藝春秋社） 1941
- 『従軍タイピスト』（赤門書房） 1941 ：文芸奨励賞受賞
- 『安南黎明記』（講談社） 1942
- 『最後の教室』（象山閣） 1942
- 『艦上日誌』（興亜日本社、海軍報道班員選書） 1943
- 『探求者』（春陽堂） 1946
- 『安藤昌益』（東邦出版社） 1969 ：全線賞受賞
- 『首なし被葬者の謎 私見・高松塚古墳』（東邦出版社）  1974
- 『山上憶良』（東邦出版社） 1974
- 『飛鳥文化と高句麗文化』

## 翻訳
- 『生と死の戯曲 死の舞踏 - 現代に於ける生と死の戯曲 / 伶人オルフォイス』(レオ・ワイスマンテル / オスカル・ココシュカ、北村喜八共訳、中央美術社） 1923